# ريوخاصور
ريوجاسورس (بالإنجليزية: Riojasaurus)‏ هو جنس منقرض من الديناصورات من رتيبة الصوربوديات، ويُعد واحداً من أوائل الديناصورات العملاقة التي تأكل النباتات، هائل الحجم رباعي الأرجل ويمشي على أربعة سيقان، وبلغ طوله حوالي تسعة إلى إحدى عشر متراً. عاش في أواخر العصر الترياسي قبل حوالي 225 إلى 219 مليون سنة تقريباً، بمقارنة حجم دماغ هذا الديناصور بالنسبة لوزنه فهو من الديناصورات الأقل ذكاءً بين الديناصورات. اًكتشف هيكل عظمي كامل له تقريباً في شمال غرب الأرجنتين.

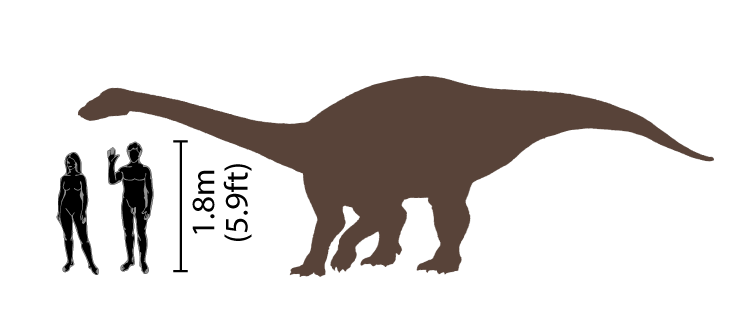
الريوجاسورس مقارنةً بحجم الإنسان البالغ.

يملك بنية قوية، ولديه رقبة طويلة، وذيل طويل، ورأس صغير، وجسم ضخم وطويل، وسيقان تشبه سيقان الفيل وسميكة بها مخالب، السيقان الخلفية كانت أكبر قليلا من السيقان الأمامية، عظام الأطراف كانت صلبة وسميكة ولكن عموده الفقري كان مجوف، وكانت أسنانه على هيئة ملعقة، ولا يعتقد أنه يستطيع أن يقف على سيقانه الخلفية للأكل أو للجري.